# Województwo dorpackie
Województwo dorpackie (derpskie) – województwo I Rzeczypospolitej, wchodzące w skład Inflant.
Utworzone zostało w 1598 za Zygmunta III Wazy po przekształceniu jednej z trzech prezydencji (prezydiów), utworzonych po rozejmie w Jamie Zapolskim w 1582 r. jako jedno z trzech województw inflanckich (obok województwa wendeńskiego i parnawskiego). Stolicą województwa było miasto Dorpat (obecnie Tartu).
Po 1621 r. województwo faktycznie przestało istnieć w wyniku zajęcia Inflant przez Szwecję, choć formalnie zostało zlikwidowane dopiero po pokoju w Oliwie w 1660 r.
Tytuł wojewody dorpackiego, podobnie jak fikcyjne tytuły ziemskie nieistniejącego już wtedy województwa dorpackiego, utrzymały się do końca Rzeczypospolitej Obojga Narodów (zob. urzędy fikcyjne).
Województwo dorpackie było najdalej na północ wysuniętym województwem I Rzeczypospolitej.
Wojewodowie dorpaccy
- 1600–1602 Marcin Kurcz
- 1614–1617 Teodor Dadźbog Karnkowski
- 1617–1626 Mikołaj Kiszka
- 1627–1634 Kasper Denhoff
- 1634–1640 Gothard Jan Tyzenhauz
- 1641–1651 Andrzej Leszczyński
- 1651 Enoch Kolenda, zrezygnował
- 1651–1654 Teodor Denhoff
- 1654 Zygmunt Opacki (zm. 1654)
- 1654?–1657 Aleksander Ludwik Wolff, zrezygnował
- 1657–1658 Zygmunt Wybranowski
- 1658–1670 Przecław Leszczyński

Kasztelanowie dorpaccy (derpscy)
- 1599–1611 Maciej Leniek (1545–1609)
- 1612–1620 Bertrand Holzschuher (zm. 1625)
- 1620–1621 Jan Korsak Hołubicki
- 1621–1627 Aleksander Mosalski (zm. 1643) – urząd tytularny
- ok. 1633–1638 Tomasz Grochowski (zm. 1638) – urząd tytularny
- 1638–1643 Piotr Rudomina-Dusiacki (zm. 1649) – urząd tytularny
- 1644–1646 Henryk Denhoff (1585–1659) – urząd tytularny
- 1648 Mikołaj Ossoliński (zm. 1650) – urząd tytularny, nie przyjął go
- 1650–1652 Tomasz Kossakowski – urząd tytularny
- 1653–1656 Wilhelm Holzschuher – urząd tytularny
- 1660–po 1664 Aleksander Maksymilian Niemira – urząd tytularny

Województwo dzieliło się na 5 starostw:
- Starostwo dorpackie
- Starostwo Oberpahlen (obecnie Põltsamaa)
- Starostwo Lais (obecnie Laiuse)
- Starostwo Kirrumpah (obecnie Kirumpää)
- Starostwo Neuhausen (obecnie Vastseliina)